# Panela

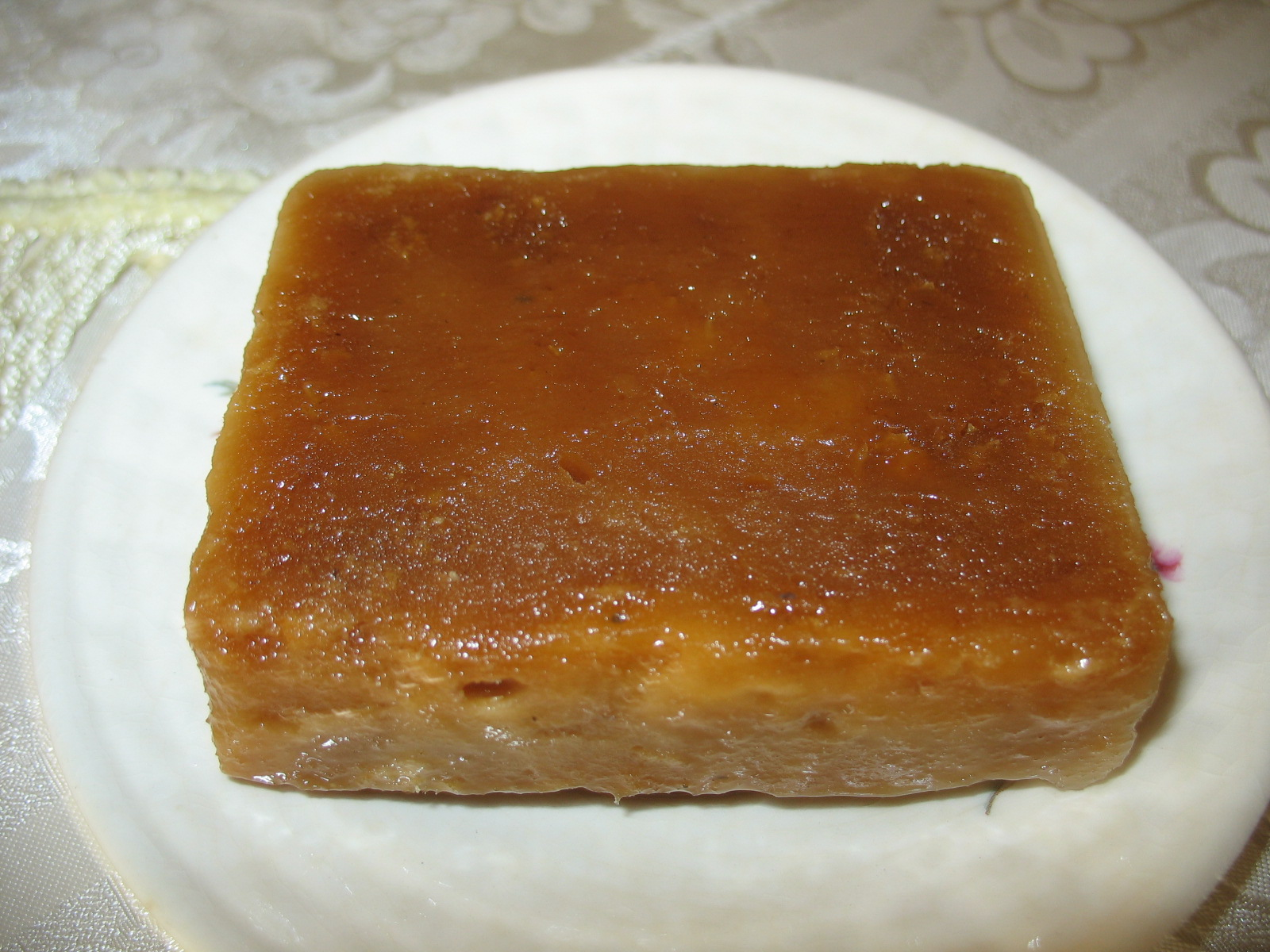
Panela

Panela (auch unter den Bezeichnungen raspadura, rapadura, atado dulce, tapa de dulce, chancaca, empanizao, papelón, piloncillo oder panocha bekannt) ist ein lateinamerikanisches Lebensmittel, das durch das Verkochen von Zuckerrohrsaft bei hohen Temperaturen gewonnen wird. Die dabei entstehende zähe Melasse wird in quaderförmige oder runde Formen gegossen und getrocknet. Panela besteht u. a. aus Saccharose und Fructose und enthält Calcium, Eisen, Phosphor und Ascorbinsäure.
In Indien und Pakistan gibt es ein ähnliches Lebensmittel, das Gur oder Jaggery genannt wird. 